# بطولة أوروبا للألعاب المائية 1985
بطولة أوروبا للألعاب المائية 1985 هو الموسم الـ 17 من بطولة أوروبا للألعاب المائية، عقد في الفترة 4–11 أغسطس من 1985، وجرت المنافسات في مدينة أوسلو النرويجية وصوفيا البلغارية، ونظمت من قبل الاتحاد الأوروبي للسباحة.

## النتائج
| م        | الذهبية         | الفضية           | البرونزية       |
| -------- | --------------- | ---------------- | --------------- |
| الفائزين | ألمانيا الشرقية | الاتحاد السوفيتي | ألمانيا الغربية |